# Torre (tour)
Pour les articles homonymes, voir Torre.
La torre est une tour de sept mètres de hauteur, construite sur le sommet Malhão da Estrela, point culminant du Portugal continental situé dans le parc naturel de la Serra da Estrela. Le sommet naturel atteignant 1 993 mètres d'altitude, cette tour a été construite pour atteindre la hauteur symbolique de 2 000 mètres d'altitude.
Après le Ponta do Pico aux Açores, il s'agit du deuxième plus haut sommet du Portugal. Sa cime est encerclée par un rond-point. Une route régionale asphaltée, la R 339, rejoint le sommet, en reliant Seia (nord-ouest) et Covilhã (sud-est).

## Activités
Un restaurant et un centre commercial, regroupant des vendeurs de souvenirs et de produits locaux comme le fromage Queijo Serra da Estrela, ont été construits au niveau du parking à côté de la tour. Une petite station de sports d'hiver, la plus importante du Portugal, a été aménagée sur un versant, et dispose notamment d'un télésiège. Divers chemins de randonnée ont été aménagés dans les environs, permettant de rejoindre le sommet par plusieurs versants.
La ville la plus proche est Covilhã, à 20 kilomètres du sommet, et les premières possibilités de logement sont au village de Penhas da Saúde, à 10 minutes de là.